# Jacqueline Lentzou

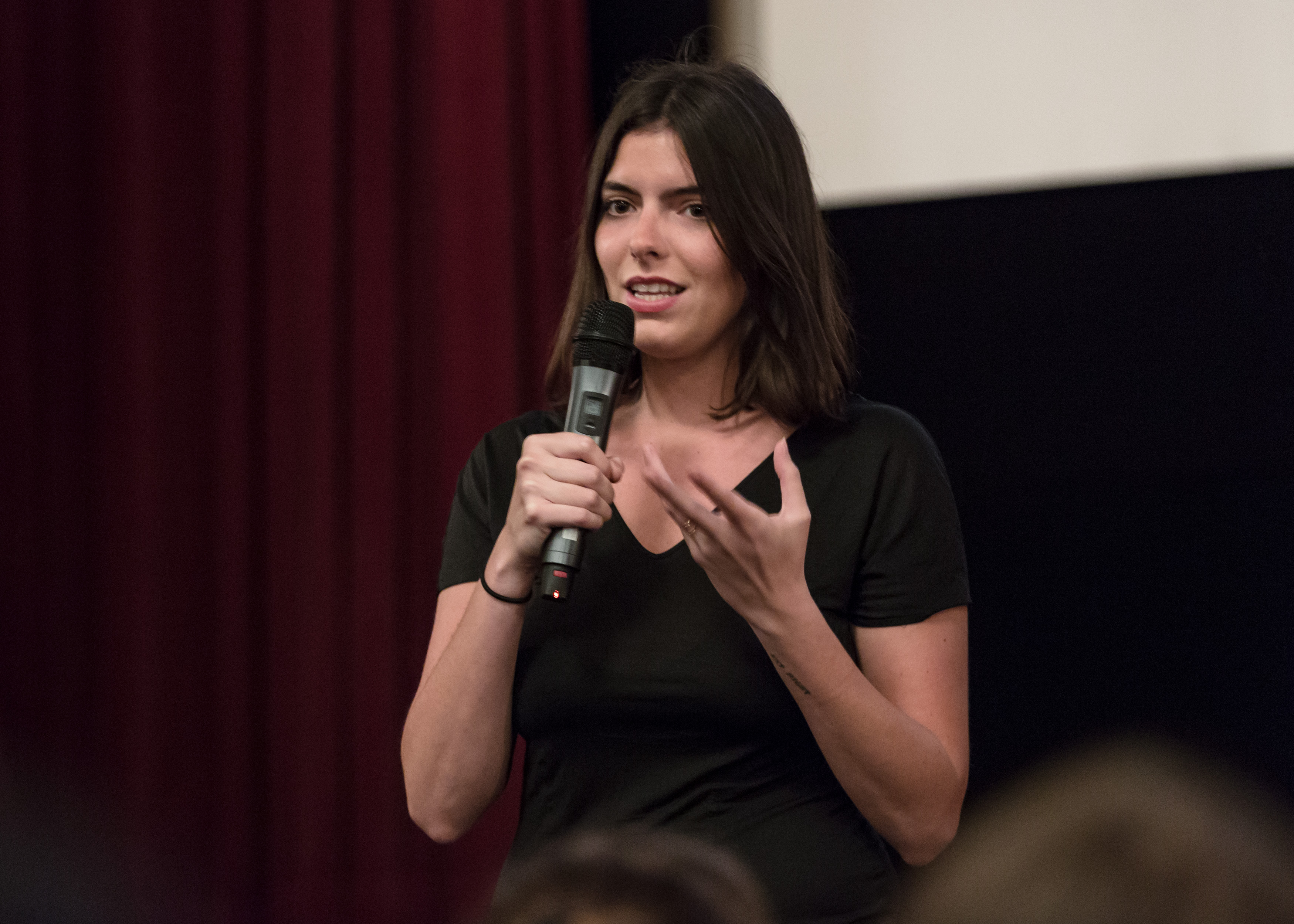
Jacqueline Lentzou (2017)

Jacqueline Lentzou (* 6. Juni 1989 in Athen) ist eine griechische Filmregisseurin und Drehbuchautorin.

## Leben
Die 1989 in Athen geborene Jacqueline Lentzou studierte an der London Film School. Sie schloss ihr Studium mit Auszeichnung ab und nahm 2014 an Berlinale Talents teil. Ihr Kurzfilm Hiwa wurde 2017 bei Berlinale Shorts gezeigt. Weitere ihrer Kurzfilme wurden unter anderem in Locarno, Toronto und Cannes gezeigt. Bei Letzterem wurde sie 2018 für Hector Malot: The Last Day of the Year mit dem Leica Cine Discovery Award ausgezeichnet.
Ihr Langfilmdebüt Moon, 66 Questions feierte Mitte Juni 2021 im Rahmen der Internationalen Filmfestspiele Berlin seine offizielle, internationale Premiere, wo der Film in der Sektion Encounters vorgestellt wurde.

## Filmografie (Auswahl)
- 2014: Thirteen Blue (Kurzfilm)
- 2016: Fox (Kurzfilm)
- 2017: Hiwa (Kurzfilm)
- 2018: Hector Malot: The Last Day of the Year (Kurzfilm)
- 2020: The End of Suffering (Kurzfilm)
- 2021: Moon, 66 Questions (Selene 66 Questions)

## Auszeichnungen (Auswahl)
Internationale Filmfestspiele Berlin
- 2017: Nominierung als Bester Kurzfilm für den Goldenen Bären (Hiwa)

Internationale Filmfestspiele von Cannes
- 2018:  Nominierung als Bester Kurzfilm für den Canal+ Award	(Hector Malot: The Last Day of the Year)
- 2018: Auszeichnung mit dem Leica Cine Discovery Award (Hector Malot: The Last Day of the Year)[1]

Reykjavík International Film Festival
- 2021: Auszeichnung mit dem Golden Puffin in der Sektion New Visions (Moon, 66 Questions)[3]